# 世田谷城
世田谷城（せたがやじょう）は、武蔵国荏原郡世田谷（現：東京都世田谷区豪徳寺）にあった日本の城。

## 概要
世田谷城は、吉良氏によって築かれた平城。世田谷に本拠を置いた奥州吉良氏が代々居を構えた。

## 歴史・沿革
- 貞治5年（1366年）、吉良治家が世田谷郷を与えられる。
- 応永年間（1394年 - 1426年）頃、居館として整備されたと考えられている。
- 吉良成高の頃、城郭として修築されたものと考えられている。
- 天正18年（1590年）、吉良氏朝の代に小田原征伐により豊臣氏勢に接収されたが、同戦役後に廃城となった。江戸城改修に石材を利用したという。

## 構造
世田谷城は経堂台地から南に突き出た舌状台地上に占地し、城域の三方を取り囲む様に麓を烏山川が流れ天然の堀を成していた。
開発が進み旧態は詳らかでないが、豪徳寺付近に本丸を置き、現在の世田谷城阯公園付近まで城域が拡がっていたものと考えられている。

## 遺構
世田谷城阯公園内から北に向けて延びる、空堀及び土塁が現存する。世田谷城阯公園内の遺構に関しては公園整備時に手が加えられている。
豪徳寺参道脇の土塁、アパート脇の空堀や土塁の遺構は旧態を留めているが、一部立ち入りができない。

## 支城
- 奥沢城 - 出城

## 後史
江戸時代、世田谷代官屋敷が、東急世田谷線「上町駅」の東南200mほどの所にあった。